# Causan
Automobiles Causan war ein französischer Hersteller von Automobilen.

## Unternehmensgeschichte
Némorin Causan war als Konstrukteur für verschiedene Automobilhersteller wie Automobiles Bignan, Corre-La Licorne, Delage und La Perle tätig. 1923 gründete er in Levallois-Perret Automobiles Causan und begann mit der Produktion von Automobilen. Der Markenname lautete Causan. 1924 übernahm D’Aux aus Reims die Produktion.

## Fahrzeuge
Das einzige Modell war ein Cyclecar. Es war mit einem wassergekühlten Einzylinder-Zweitaktmotor mit 350 cm³ Hubraum und 5,5 PS Leistung ausgestattet. Das Getriebe hatte zwei Vorwärtsgänge und einen Rückwärtsgang.